# Bretigney-Notre-Dame
Bretigney-Notre-Dame is een gemeente in het Franse departement Doubs (regio Bourgogne-Franche-Comté) en telt 109 inwoners (2009). De plaats maakt deel uit van het arrondissement Besançon.

## Geografie
De oppervlakte van Bretigney-Notre-Dame bedraagt 5,6 km², de bevolkingsdichtheid is dus 19,5 inwoners per km².
De onderstaande kaart toont de ligging van Bretigney-Notre-Dame met de belangrijkste infrastructuur en aangrenzende gemeenten.

## Demografie
Onderstaande figuur toont het verloop van het inwonertal (bron: INSEE-tellingen).